# Ludwik Pudło
Ludwik Pudło (ur. 6 września 1891 w Niwie Babickiej, zm. 7 lipca 1942 w Żelechowie) – lokalny działacz społeczno-polityczny, przedwojenny burmistrz Żelechowa, w którym znajduje się ulica jego imienia.
Pudło był członkiem i komendantem Polskiej Organizacji Wojskowej na terenie Żelechowa. Po rozbrojeniu wojsk niemieckich zwerbował i przeszkolił około 150 osób, które później zostały przydzielone do różnych jednostek Wojska Polskiego. Później był komendantem Straży Pożarnej w Żelechowie. Pracował początkowo w aptece.
Podczas kadencji Pudło doprowadził do uporządkowania płynącej przez Żelechów rzeki, budowy basenu, wybrukowania kilku dróg, wybudowania nowych studni, urządzenia filtru i obudowania źródełka, założenia ogródków działkowych, skanalizowania części ulic oraz budowy nowego gmachu Szkoły Powszechnej nr 1 przy ulicy Pałacowej (obecnie Piłsudskiego). W 1927 r. założył wraz z kilkoma szewcami Wytwórnię Obuwia dla Bezrobotnych przy Magistracie m. Żelechów. Znalazło tam zatrudnienie ponad 200 rzemieślników, produkujących około 30.000 par butów rocznie. Pracowali tam zarówno Polacy jak i Żydzi. Takie działania były potrzebne po załamaniu się handlu z kresami wschodnimi. W 1941 roku był jednym z inicjatorów założenia w Żelechowie Powiatowej Szkoły Ślusarsko-Mechanicznej z której wywodzi się obecny Zespół Szkół Ponadgimnazjalnych. Pudło został zamordowany przez funkcjonariuszy Gestapo 7 lipca 1942 roku. Pochowany jest na cmentarzu w Żelechowie.